# Baradine
Baradine – miasto w Australii, w stanie Nowa Południowa Walia.